# Фойникс (диадох)
Фойникс (на старогръцки: Φοινιξ; на латински: Phoenix) от Тенедос е гръцки военачалник през диадохските войни през IV век пр. Хр.
През началото на първата диадохска война 321 г. пр. Хр. той е в свитата на Евмен от Кардия. В битката на Хелеспонт против Кратер той ръководи кавалерията на Евмен. След края на Евмен в битката при Габиена 316 г. пр. Хр. Фойникс отива на страната на Антигон I Монофталм, от който е поставен за сатрап, управител на Фригия. През 310 г. пр. Хр. той се бунтува заедно с военачалник Птолемей против Антигон, но е отново подчинен от неговия син Филип и след това помилван. През 302 г. пр. Хр., малко преди решителната битка при Ипса, Фойникс отново се отказва от Антигон и отива на страната на Лизимах, от когото е направен на комендант на Сардис. След това няма никакви сведения за него.